# اریس اینترنشنال
اریس اینترنشنال (انگلیسی: Arris International) شرکت مخابرات آمریکایی است، که در سال ۱۹۹۵ تأسیس شد.